# 서부여 나들목
서부여 나들목(W.Buyeo IC)은 충청남도 부여군 홍산면 무정리에 설치된 서천공주고속도로의 3번 교차로이다. 나들목 진출입로 및 요금소는 홍산면 조현리, 구룡면 동방리와 접하고 있으며, 국도 제4호선을 통해 홍산면, 구룡면, 남면 등지로 진출할 수 있다. 계획 당시 가칭은 남부여 나들목이었으나, 지역 주민의 요구로 인해 2008년 9월 1일에 현재의 명칭으로 변경되었다.

## 연혁
- 2008년 9월 1일 : 기존 가칭인 남부여 나들목에서 서부여 나들목으로 명칭 변경
- 2009년 5월 28일 : 서천공주고속도로 개통과 함께 영업 개시[2]

## 구조물 정보
- 위치: 충청남도 부여군 홍산면 무정리
- 영업소: 충청남도 부여군 홍산면 서천공주고속도로 24

## 접속하는 도로
- 국도 제4호선 (대백제로)

## 교통량 정보
| 요금소          | 통행량 (대/일) | 통행량 (대/일) | 통행량 (대/일) | 통행량 (대/일) | 통행량 (대/일) | 통행량 (대/일) | 통행량 (대/일) | 통행량 (대/일) | 통행량 (대/일) | 통행량 (대/일) | 각주  |
| 요금소          | 2009년         | 2010년         | 2011년         | 2012년         | 2013년         | 2014년         | 2015년         | 2016년         | 2017년         | 2018년         | 각주  |
| --------------- | -------------- | -------------- | -------------- | -------------- | -------------- | -------------- | -------------- | -------------- | -------------- | -------------- | ----- |
| 서부여 (폐쇄식) | 812            | 941            | 1,002          | 1,033          | 1,079          | 1,113          | 1,258          | 1,345          | 1,413          | 1,452          | [ 3 ] |
| 요금소          | 2019년         |                |                |                |                |                |                |                |                |                | [ 3 ] |
| 서부여 (폐쇄식) | 1,517          |                |                |                |                |                |                |                |                |                | [ 3 ] |